# Through the Ashes of Empires
Through the Ashes of Empires ist das fünfte Musikalbum der US-amerikanischen Metal-Band Machine Head. Es wurde am 16. Dezember 2003 via Roadrunner Records veröffentlicht und ist das erste Album mit Phil Demmel als Lead-Gitarrist. Mit diesem Album kehrte die Band zu ihren musikalischen Wurzeln zurück und schaffte gleichzeitig ihr Comeback.

## Entstehung
Durch die enttäuschenden Verkaufszahlen des Vorgängers Supercharger verlor die Band ihren Vertrag mit Roadrunner Records. Bis Ende April 2002 wurden in den USA nur etwa 45.000 Einheiten des Albums verkauft. Nach der Trennung wollte die Band einen neuen Vertrag mit Roadrunner abschließen. Dieses Vorhaben gelang jedoch nur mit der europäischen Filiale von Roadrunner, während das US-Büro an keiner weiteren Zusammenarbeit interessiert war. Im Juni 2002 verließ Gitarrist Ahrue Luster aufgrund kreativer Differenzen die Band. Nach diesen Rückschlägen wollte die Band jedoch nicht aufgeben.

„All diese Probleme haben uns noch enger zusammengeschweißt. Wir standen mit dem Rücken zur Wand und fragten uns, wo wir mit unserer Musik hinwollen und was uns wirklich wichtig ist.“

Nach Lusters Ausstieg beschloss die Band als Trio weiterzumachen. Laut Flynn wollte die Band nicht den gesamten Vorspielprozess durchgehen, um zu sehen, ob der neue Gitarrist passt oder nicht. Die Band nahm ein Demo auf, mit dem sie sich bei diversen Plattenfirmen in den USA bewarb. Der Erfolg blieb jedoch aus und Machine Head erhielten über 30 Absagen. Im Sommer 2002 tourten Machine Head durch Europa und spielten auf verschiedenen Festivals. Den vakanten Platz des zweiten Gitarristen nahm Phil Demmel ein, der zusammen mit Flynn bei Vio-lence spielte. Demmel wollte sich ursprünglich aus dem Musikgeschäft zurückziehen und seine Karriere ausklingen lassen.
Beim Schreiben der neuen Lieder besann sich die Band auf ihre Wurzeln. Ein entscheidender Einflussfaktor während des Songwritings war für Flynn das Hören alter Led-Zeppelin- und Rush-Platten. Diese Alben bestärkten die Band, progressivere Sachen zu wagen. Im April 2003 wurde Phil Demmel offiziell in die Band aufgenommen.
Produziert wurde Through the Ashes of Empires von Robb Flynn, der damit erstmals ein Album produzierte. Gemischt und gemastert wurde das Album vom Briten Colin Richardson, der aus terminlichen Gründen das Album nicht produzieren konnte. Mark Keaton war Toningenieur, auch Andy Sneap war an den Studioaufnahmen beteiligt. Insgesamt verbrachte die Band vier Wochen in den Sharkbite Studios in Oakland. Schlagzeuger Dave McClain spielte acht der zehn Lieder innerhalb eines Tages ein. Für Imperium und Days Turn Blue to Gray wurden jeweils Videoclips gedreht. Besonders Imperium wurde bei VIVA Plus häufig ausgestrahlt.
Robb Flynn sieht im Album Machine Heads Antwort auf den zur damaligen Zeit angesagten „Radio-Metal amerikanischer Prägung“. Im Interview mit dem deutschen Metal Hammer nennt er eine Band wie Trapt als Beispiel.

## Hintergrund
Das Lied „Imperium“ steht laut Flynn für alle Menschen, die sich gegen gesellschaftliche Zwänge zur Wehr setzen und sich z. B. nicht durch das Fernsehen beeinflussen lassen. „Elegy“ greift die Umweltprobleme der Gesellschaft auf. Das Lied „Left Unfinished“ behandelt ein Trauma aus Flynns Kindheit. Im Alter von sechs Monaten wurde er von seinen leiblichen Eltern zur Adoption freigegeben. Der Text ist eine Abrechnung mit seinen leiblichen Eltern. Flynns Geburtsnamen Lawrence Matthew Cardine wird im Text genannt.

„Ich habe mich mein ganzes Leben lang nie als Teil von irgendetwas fühlen können, denn wegen der Adoption kam ich mir immer wie ein Ausgestoßener vor. Das hat mein Leben oft genug negativ beeinflusst.“

„Descend the Shades of Night“ befasst sich mit dem Thema Tod. Das Grundriff des Liedes „Vim“ stammt vom Forbidden-Lied „Egypt Has Fallen“, welches von Flynn geschrieben wurde.
Neben der regulären CD-Version gab es eine limitierte Version, die eine Bonus-CD enthielt. Auf dieser befinden sich die Lieder Bite the Bullet, Left Unfinished, Descend the Shades of Night, All Falls Down und Elegy als Demoaufnahmen. Dazu kommen das Musikvideo des Liedes The Blood, the Sweat, the Tears sowie ein Studioreport von den Aufnahmen des Albums.
Die in den USA veröffentlichte CD-Version enthält das nachträglich aufgenommene Lied Seasons Wither. Das neue Lied befindet sich an achter Stelle zwischen Vim und All Falls Down. Die nach der Veröffentlichung in den USA hergestellten CDs für den weltweiten Markt enthalten ebenfalls das neue Lied. Seasons Wither wurde ebenfalls als B-Seite für die Single Days Turn Blue to Gray verwendet.

## Rezeption
Through the Ashes of Empires wurde von der Presse mit euphorischen Kritiken überhäuft. Der Metal Hammer und das Rock Hard kürten das Album zum „Album des Monats“. Volkmar Weber vom Rock Hard verglich das Album mit einem Husarenritt, der die Band „detailverliebt und vielschichtig wie nie zuvor zeigt“ und vergab 9,5 von zehn Punkten. Laut Anzo Sadoni vom Metal Hammer haben Machine Head es geschafft, die „wahre Essenz der Band zu bündeln und auf die einzelnen Bestandteile ihres Sounds zu verteilen“. Sadoni vergab die Höchstpunktzahl von sieben.
Through the Ashes of Empires war 2003 das zweiterfolgreichste Roadrunner-Album nach Nickelbacks The Long Road. In Deutschland verkaufte sich das Album in der ersten Verkaufswoche öfter als Supercharger in zwei Jahren und erreichte Platz 24 der Albumcharts. In Österreich stieg das Album auf Platz 56 und in der Schweiz auf Platz 80 ein. Dagegen ist Through the Ashes of Empires das einzige Album von Machine Head, dass sich nicht in den britischen Albumcharts platzieren konnte.
Die Band konnte mit diesem Album alte Fans, die nach den beiden vorangegangenen Alben der Band den Rücken kehrten, zurückgewinnen. Ebenso konnte die Band ihre Popularität unter den jüngeren Metalfans enorm steigern. Das Eröffnungslied Imperium avancierte zum Hit und steht bei vielen Fans auf einer Stufe mit dem Lied Davidian vom Debütalbum Burn My Eyes. Nach dem großen Erfolg in Europa und Australien boten Roadrunner USA der Band einen neuen Vertrag an. Das Album wurde in den USA schließlich am 20. April 2004 veröffentlicht und erreichte Platz 88 der Albumcharts.

## Single „Days Turn Blue to Gray“
Die Single Days Turn Blue to Gray wurde am 30. November 2004 veröffentlicht. Neben dem vom Album bekannten Titellied enthält die Single das neu aufgenommene Lied Seasons Wither sowie eine Live-Aufnahme des Liedes The Rage to Overcome. Letzteres Lied wurde am 8. August 2003 in Philadelphia aufgenommen.

### Titelliste
1. Days Turn Blue to Gray – 5:24
2. Seasons Wither – 6:16
3. The Rage to Overcome (Live) – 4:46